# HMS Sealion (1934)

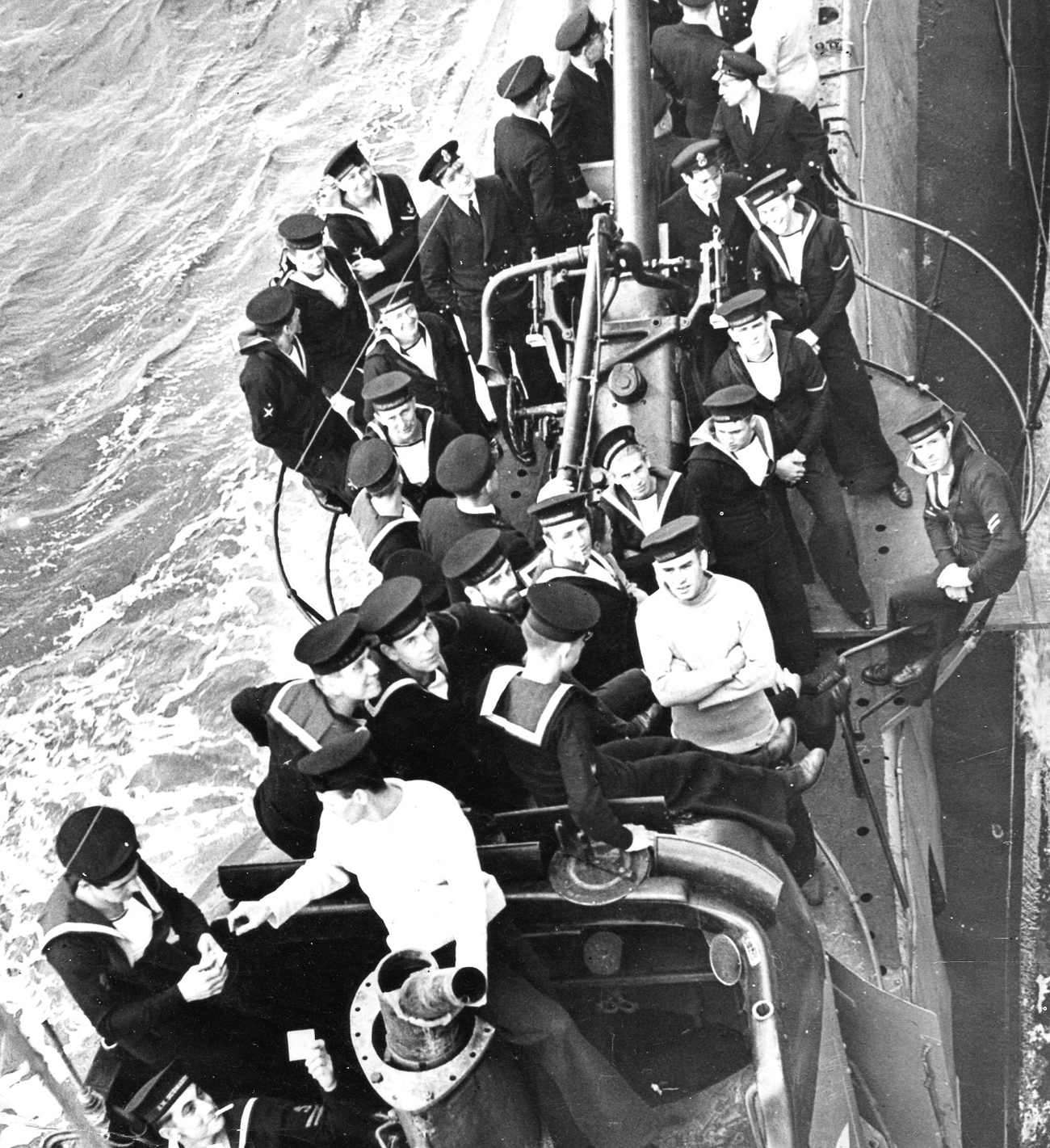
HMS Sealion po powrocie z rejsu w kwietniu 1940; zniszczony peryskop widoczy pośrodku u dołu

HMS Sealion – będący w służbie Royal Navy okręt podwodny typu S, który walczył w czasie II wojny światowej. Najbardziej owocnym dla okrętu okresem były pierwsze dwa lata po wybuchu wojny, kiedy dowodzony był przez kapitana Bena Bryanta (3.09.1938-11.10.1941) i porucznika George'a R. Colvina (11.10.1941-?.04.1942). Głównym problemem brytyjskich okrętów podwodnych w tym czasie była niedoskonałość ich torped i systemów wykrywania obecności nieprzyjacielskich okrętów pod- i nawodnych.

## Przebieg służby
6 listopada 1939 roku Sealion zaatakował w pobliżu Dogger Bank, na pozycji 55°10'N 02°11'E, U-Boota U-21, ale nie zdołał go zatopić, bowiem żadna z sześciu wystrzelonych torped nie trafiła w cel.
Pierwszym sukcesem Sealion i zarazem najtrudniejszym egzaminem dla okrętu i załogi było zatopienie 11 kwietnia 1940 roku w Kattegacie, w pobliżu duńskiej wyspy Anholt, na pozycji 56°29'N 11°43'E, idącego w eskorcie niemieckiego statku transportowego August Leonhardt (2593 GRT). Tropiony i obrzucany bombami głębinowymi przez nieprzyjacielskie jednostki nawodne Sealion spędził cały dzień w zanurzeniu. W nocy wynurzył się dla przewietrzenia wnętrza i naładowania baterii, ale zaraz został wykryty i zmuszony do alarmowego zanurzenia. Tym razem polowanie trwało dłużej, a wybuch którejś z bomb głębinowych uszkodził jeden z hydrofonów okrętu. W sześć dni później, po naprawieniu uszkodzeń, Sealion dostrzegł konwój niemiecki zmierzający do jednego z norweskich fiordów, jednak jeden z trawlerów osłony wykrył peryskop okrętu podwodnego i wykonał – na pełnej szybkości – zwrot z zamiarem staranowania. Zanurzający się w alarmowym tempie Sealion został uderzony w maszt radiostacji i jeden z dwóch peryskopów. Kpt. Bryant, gdy tylko udało mu się wytrymować okręt, który stracił równowagę podczas zderzenia, ruszył, choć „ślepy”, za konwojem, przez co uniknął zniszczenia, bowiem trawlery rzucały bomby w miejscu taranowania. W godzinę później okręt zatrzymał maszyny i zaczął nasłuchiwać. Szumonamierniki milczały, więc dowódca postanowił wynurzyć się i ocenić rozmiar zniszczeń. Gdy jednak tylko zaczęto zrzucać balast, rozległ się odgłos idącego do ataku trawlera. Nieprzyjacielska jednostka przez 5 godzin rzucała bomby i dopiero w nocy Sealion mógł się wynurzyć. Okazało się, że uszkodzenia są poważne, a zwisające z kiosku stalowe maszty zagrażają stabilności okrętu. Przez dwie kolejne noce próbowano uratować uszkodzone rury mocując je linami i kablami do ocalałego peryskopu, ale operacja się nie udała i na koniec kpt. Bryant kazał przeciąć liny i uwolnić okręt, który teraz stał się łatwiejszy w manewrowaniu. Jednocześnie radiotelegrafiście udało się skonstruować prymitywną tymczasową antenę i z jej pomocą nadać do dowództwa dywizjonu informację o stanie okrętu, który płynął wolno (przeważnie nocami, w dzień zalegając i odpoczywając w głębinach) ku Wyspom Brytyjskim, by po trzech dniach dotrzeć do bazy. Za tę akcję kpt. Bryant i jego zastępca, por. John Bromage, zostali odznaczeni, głównie za zatopienie transportowca August Leonhardt Krzyżami Wybitnej Służby (DSC).
Już wkrótce po przeprowadzonym remoncie, a mianowicie 6 maja 1940 roku, zaatakował na pozycji 58°30'N 10°30'E (około 18 mil na południowy zachód od szwedzkiej wysepki Väderö), inny niemiecki statek Moltkefels (7862 GRT), ale trzy wystrzelone torpedy były niecelne.
8 lipca 1940 roku ostrzeliwał unieruchomiony na mieliźnie wrak statku Palime, a 29 lipca bez powodzenia zaatakował w zanurzeniu U-62. Torpedy okazały się niecelne, również późniejszy pojedynek artyleryjski nie przyniósł efektu; po półgodzinnym starciu U-Boot zanurzył się i odpłynął.
Pod koniec tego patrolu (w sierpniu 194o roku) Sealion zatopił norweski statek handlowy Toran (3318 GRT), ale nie udało mu się storpedować statku niemieckiego Cläre Hugo Stinnes (5295 GRT); cztery wystrzelone torpedy po raz kolejny minęły łatwy cel.
5 lutego 1941 roku ostrzelał i zatopił norweski statek pasażersko-towarowy linii Hurtigruten SS Ryfylke (1151 GRT).
30 maja tego samego roku Sealion bezskutecznie atakował w Zatoce Biskajskiej niemiecki okręt podwodny U-74; żadna z sześciu wystrzelonych torped nie dosięgła celu.
7 lipca ostrzeliwał niewielkie statki francuskie, zatapiając jednostki rybackie Gustav Eugene (120 GRT) i Gustav Jeanne (39 GRT), a w następnych dniach Christus Regnat (28 GRT) i St Pierre d'Alcantara (329 GRT). Wszystkie te ataki miały miejsce w okolicach wyspy Ouessant u wejścia do kanału La Manche.
Był jednym z licznych brytyjskich okrętów podwodnych wysłanych na poszukiwanie niemieckiego pancernika Bismarck, przed jego zatopieniem.
Pod koniec roku 1941 (już pod dowództwem por. Colvina) zatopił norweski zbiornikowiec Vesco i również norweski statek handlowy Island.
W nocy z 11 na 12 lutego 1942 roku Sealion patrolował w pobliżu portu w Breście, ale – oddaliwszy się na jakiś czas od brzegu – nie zauważył wyjścia w morze ciężkich okrętów niemieckich Scharnhorsta, Gneisenaua i Tripitza które, realizując operację Cerberus przeszły przez kanał La Manche do Wilhelmshaven, co w Wielkiej Brytanii uznane zostało za kompromitację Royal Navy i RAF-u.
Sealion został w roku 1943 odstawiony do rezerwy jako okręt szkolny i ćwiczebny, a 3 marca 1945 roku skreślony z listy okrętów Royal Navy i osadzony na dnie koło szkockiej wyspy Arran jako podwodny, nieruchomy okręt-cel do ćwiczeń z Asdikiem.